# Karl H. Bröhan
Karl H. Bröhan (* 6. Juli 1921 in Hamburg; † 2. Januar 2000 in Berlin) war ein deutscher Unternehmer und bedeutender Berliner Kunstsammler.

## Leben
Karl Bröhan machte eine Ausbildung zum Großhandels- und Exportkaufmann und verdiente sein Geld als Inhaber eines zahnmedizinischen Großhandels. Er gab diesen auf und zog 1965 mit seiner Frau Margrit Bröhan (* 1938) nach Berlin.
Er begann in den frühen 1960er Jahren Porzellane der Königlichen Porzellan-Manufaktur Berlin des 18. Jahrhunderts zu sammeln. Diese Sammlung verkaufte er dem Land Berlin und sie bildet den Grundstock der Porzellansammlung des Belvedere im Schlosspark Charlottenburg. Mitte der 1960er Jahre verlagerte sich sein Sammlungsinteresse auf die wenig beachteten Kunstwerke des Jugendstils: „Ich hatte bemerkt, dass in der Epoche um 1900 ein kaum bekannter Schatz lag, der nur darauf zu warten schien, gehoben zu werden.“

## Die Sammlung
Neben Bildern sammelte Bröhan Porzellan und Metallarbeiten der Stilrichtungen Jugendstil, Art déco und Funktionalismus.
Die Sammlung umfasst Werke von Émile Gallé und Joh. Loetz Witwe, Möbel von Eugène Gaillard, Hector Guimard, Louis Majorelle, Peter Behrens, Bruno Paul und Richard Riemerschmid, Möbelensembles von Jacques-Émile Ruhlmann, Art-déco-Kunst wie die Schmiedearbeiten von Edgar Brandt, Silber von Jean Puiforcat und Georg Arthur Jensen. Große Beachtung widmete Bröhan dem belgischen Jugendstilkünstler Henry van de Velde sowie dem Wiener Secessionskünstler Josef Hoffmann.

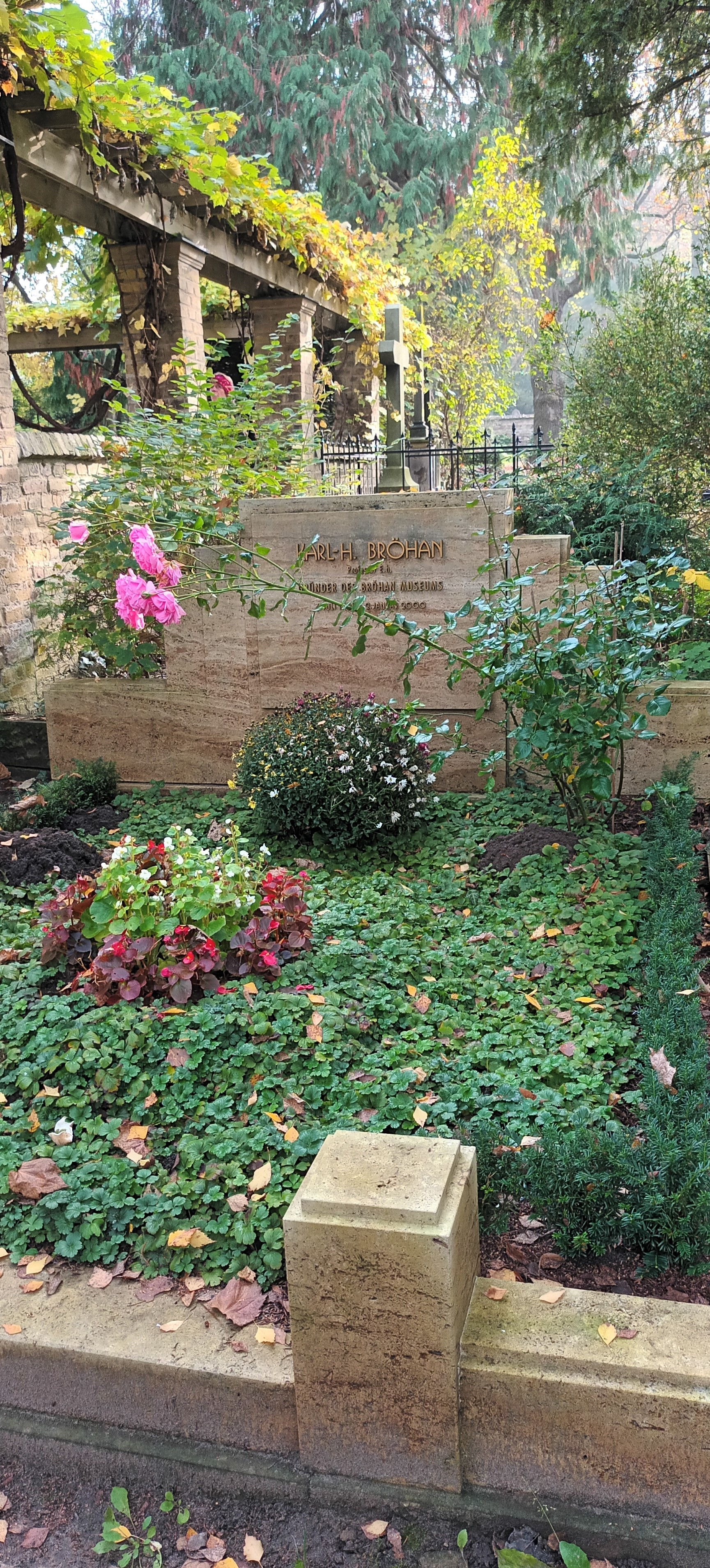
Grabstätte Karl H. Bröhan

Die kontinuierlich aufgebaute Sammlung war erstmals im Jahre 1973 in einer Villa in Berlin-Dahlem der Öffentlichkeit zugänglich. Acht Jahre später verschenkte der ambitionierte Sammler anlässlich seines 60. Geburtstages den Großteil seiner Zusammentragungen an das Land Berlin, das sie seit 14. Oktober 1983 gegenüber dem Schloss Charlottenburg in einem spätklassizistischen ehemaligen Kasernengebäude, dem heutigen Bröhan-Museum, ausstellt. Bis zu seinem Tode leitete er dieses Museum selbst, danach übernahm seine Frau Margrit Bröhan die Leitung.

## Auszeichnungen
- 1986: Verdienstkreuz 1. Klasse der Bundesrepublik Deutschland
- 1. Oktober 1989: Verdienstorden des Landes Berlin
- 16. Februar 1996: Ernst-Reuter-Plakette

## Schriften (Auswahl)
- In der Reihe Sammlung Karl H. Bröhan, Berlin erschienen:
  - Karl H. Bröhan (Katalogbearb.), Jochen Littkemann (Fotos): Berliner Secessionisten. Hans Baluschek, Karl Hagemeister, Willy Jaeckel u. a., (= Sammlung Karl H. Bröhan, Berlin, Bd. 1), Berlin: Mann, 1973, ISBN 978-3-7861-6167-7.
  - Karl H. Bröhan (Bearb.), Jochen Littkemann (Fotos): Kunsthandwerk. Jugendstil, Werkbund, Art Déco, Nebentitel Kunst der Jahrhundertwende und der zwanziger Jahre (= Sammlung Karl H. Bröhan, Berlin, Bd. 2),
    - Teil 1: Glas, Holz, Keramik, Berlin, [Matterhornstraße 42]: K. H. Bröhan, 1976, ISBN 978-3-9800083-0-3.
    - Teil 2: Metall, Porzellan, Berlin, [Matterhornstraße 42]: K. H. Bröhan, 1977

  - Karl H. Bröhan (Bearb.): Gemälde, Skulpturen, Kunsthandwerk, Industriedesign (= Sammlung Karl H. Bröhan, Berlin, Bd. 3), Berlin [West, Matterhornstraße 42]: K. H. Bröhan, 1985, ISBN 978-3-9800083-2-7, S. 193. (eingeschränkte Vorschau in der Google-Buchsuche)
- Karl H. Bröhan (Hrsg.), Dieter Högermann (Mitarb.), Reto Niggl: Metallkunst / Bröhan-Museum Berlin, Nebentitel Kunst vom Jugendstil zur Moderne (= Sammlung Karl H. Bröhan, Berlin, Bd. 4), Berlin: Bröhan-Museum, circa 1990, ISBN 978-3-9801525-3-2.